# Sanshō

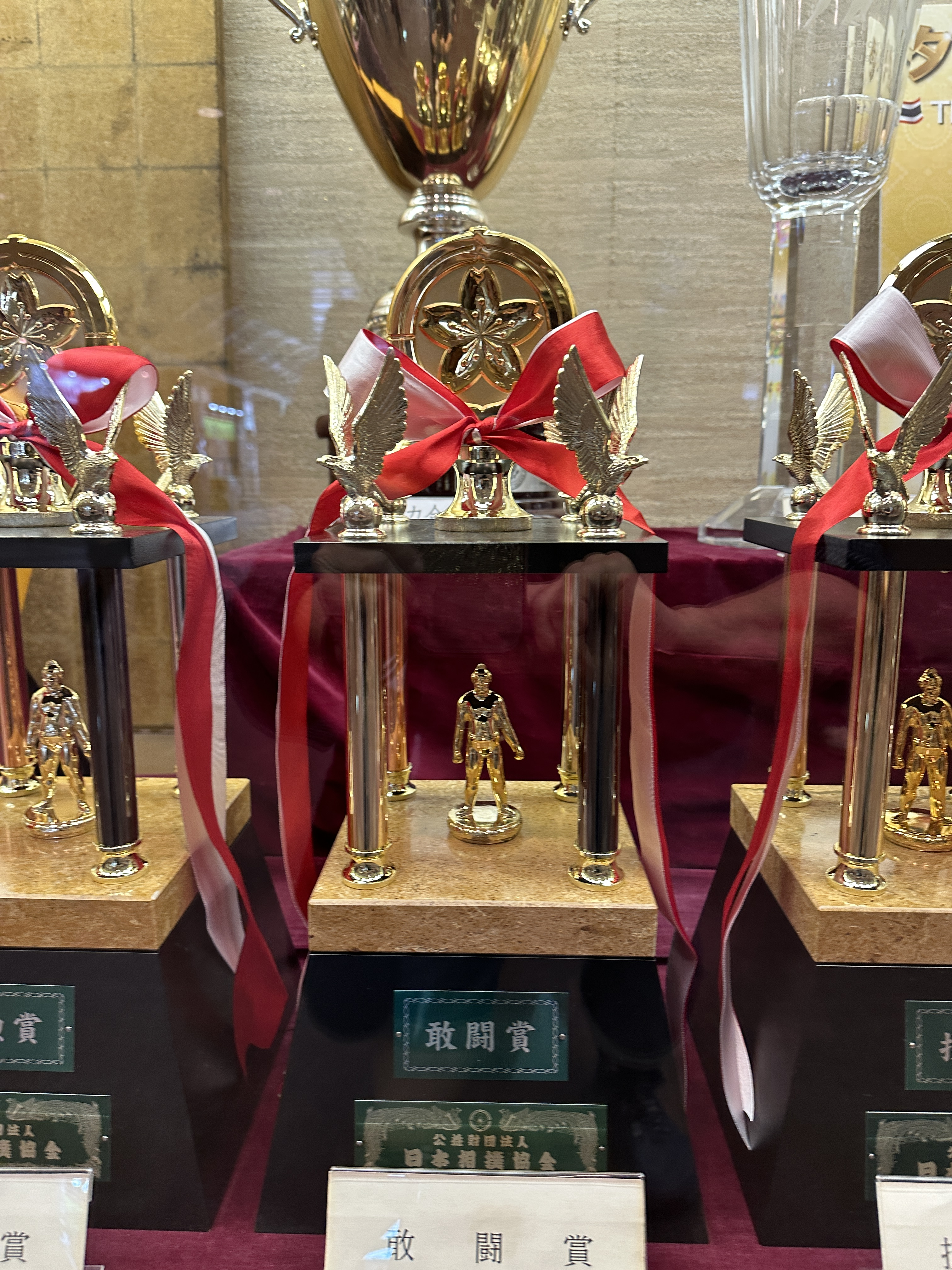
El sanshō al Espíritu de Lucha en mayo de 2023.

Los sanshō (三賞, literalmente "tres premios") son los tres premios especiales otorgados a aquellos luchadores (rikishi) en la división más alta del sumo, el makuuchi, que hayan tenido un rendimiento excepcional durante los torneos oficiales de sumo (honbasho). Los primeros premios se empezaron a otorgar en noviembre de 1947.

## Criterios
Todos los luchadores en la división más alta del sumo (makuuchi) que estén por debajo del ōzeki, son elegibles para recibir estos premios. Para poder se considerado, un rikishi debe conseguir un kachi-koshi, es decir, una racha de victorias durante un torneo. Dentro de los rikishi elegibles, los ganadores de los premios son decididos por un panel de jueces el cual incluye a reporteros de prensa cubriendo los eventos del torneo en cuestión. No es requerido que se entreguen todos los premios, y a menudo ocurre que uno o más sanshō quedan sin ser otorgados a un luchador. También es común que uno de estos premios sea otorgado a más de un ganador.
Los tres premios son los siguientes:
- Shukun-shō (殊勲賞), Premio al Rendimiento Excepcional
- Kantō-shō (敢闘賞), Premio al Espíritu de Lucha
- Ginō-shō (技能賞), Premio a la Mejor Técnica

Típicamente, el Ginō-shō es otorgado al luchador o luchadores que hayan demostrado los kimarite, o técnicas, más habilidosos; el Shukun-shō es otorgado al luchador que haya derrotado a un yokozuna o al eventual ganador del torneo, o también aquellos que hayan demostrado un rendimiento excepcional relativo a su rango; por último, el Kantō-shō es otorgado al luchador que haya combatido con el espíritu mas tenaz y que haya hecho uso de todas sus habilidades y fuerza. De entre los tres, el Ginō-shō es considerado el más prestigioso, aunque también suele ser el premio que menos se otorga de todos: durante la temporada de 1988, este nunca fue reclamado durante cinco torneos consecutivos. Sin embargo, cada premio tiene el mismo valor monetario, dos millones de yenes.
Es tradición de facto que un luchador recién promovido al makuuchi el cual haya obtenido un registro de victorias de 10-5 o más en su primer torneo, sea premiado con uno de los tres sanshō, normalmente el de Espíritu de Lucha. Similarmente, un luchador recién promovido a los rangos del san'yaku el cual haya obtenido un registro de 10-5 también es premiado por sus esfuerzos.

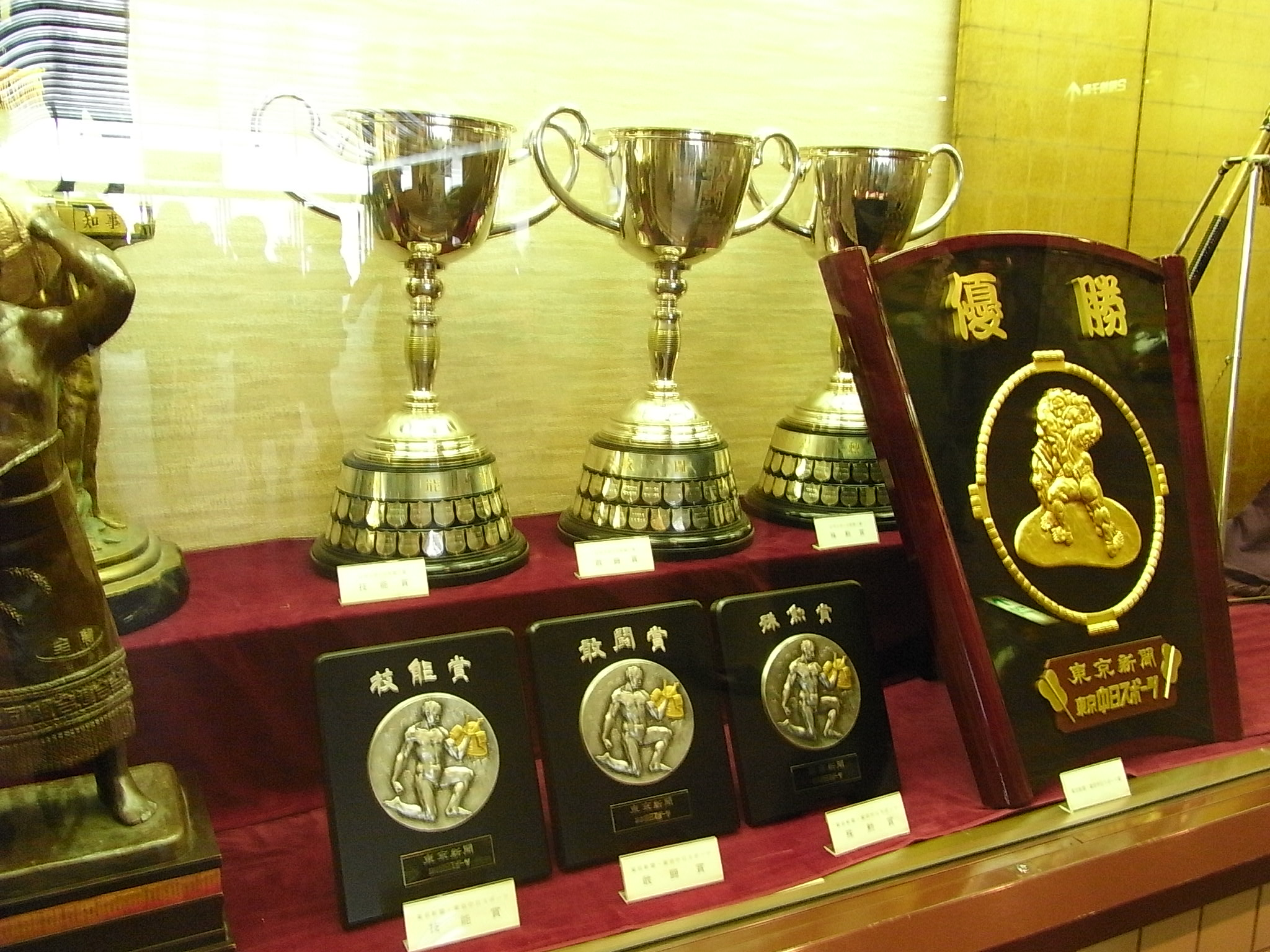
Las tres placas sanshō adicionales (en el frente) otorgadas por el periódico Tokyo Shimbun en 2009.

No existe un límite mínimo o máximo en cuanto a la cantidad de sanshō otorgados a los luchadores. Tampoco es poco común que varios luchadores reciban el mismo premio. y similarmente, hay ocasiones en donde los tres sanshō no son otorgados nunca. Por ejemplo, es poco probable que el Shukun-shō sea otorgado si un torneo es ganado solamente por un yokozuna con un registro de 10-5.
El otorgamiento de los sanshō es anunciado antes de los últimos combates en el día final de un torneo, a veces con la condición de que el luchador debe ganar el último enfrentamiento para así poder recibir el premio. Por ejemplo, Wakatakakage recibió el premio a la Mejor Técnica en marzo de 2022 de manera incondicional pero también tuvo que haber ganado su último enfrentamiento y hacerse con el campeonato habiendo obtenido un registro de 13-2 para poder recibir también el premio al Rendimiento Excepcional. Este perdió el combate, y a pesar de que ganó el campeonato tras una eliminatoria poco después, al final no pudo recibir el Shukun-shō.
En julio de 2023, ocho sanshō en total fueron otorgados, la mayor cantidad hasta entonces, mientras que en otros meses solamente se otorgó uno solo (más recientemente en septiembre de 2023). Durante el torneo de septiembre de 2018, ninguno de los tres premios especiales fueron otorgados, marcando la primera vez, desde la introducción de los sanshō en 1947, que algo así pasaba.

## Rachas desanshō
En raras ocasiones, los tres premios han sido otorgados simultáneamente a un solo luchador por su rendimiento. Este honor ha sido otorgado solamente en seis ocasiones separadas a seis luchadores distintos.
| Torneo          | Luchador          | Rango         | Registro |
| --------------- | ----------------- | ------------- | -------- |
| Julio 1973      | Daiju Hisateru    | Sekiwake      | 13-2     |
| Septiembre 1973 | Ōnishiki Ittetsu  | Maegashira 11 | 11-4     |
| Enero 1992      | Takanohana Kōji   | Maegashira 2  | 14-1     |
| Julio 1999      | Dejima Takeharu   | Sekiwake      | 13-2     |
| Noviembre 2000  | Kotomitsuki Keiji | Maegashira 9  | 13-2     |
| Marzo 2024      | Takerufuji Mikiya | Maegashira 17 | 13-2     |

*el registro en negrita indica que el luchador también ganó el campeonato
En septiembre de 2001, Kotomitsuki, en su torneo de campeonato, estuvo muy cerca de ser el único luchador en recibir los tres premios simultáneamente en dos ocasiones, sin ermbago, el premio al Espíritu de Lucha fue otorgado al entonces maegashira Asashōryū.

## Ganadores activos de premios especiales
Esta es una lista de los luchadores activos los cuales han recibido premios especiales durante sus carreras. 
Nota: Los yokozuna y ōzeki no reciben premios especiales
| Número de sanshō | Nombre       | Rendimiento excepcional | Espíritu de lucha | Mejor Técnica | Última vez recibido |
| ---------------- | ------------ | ----------------------- | ----------------- | ------------- | ------------------- |
| 13               | Takayasu     | 4                       | 6                 | 3             | Marzo 2025          |
| 10               | Mitakeumi    | 6                       | 1                 | 3             | Enero 2022          |
| 8                | Ōnosato      | 2                       | 3                 | 3             | Septiembre 2024     |
| 7                | Daieishō     | 5                       | 0                 | 2             | Marzo 2023          |
| 7                | Shōdai       | 1                       | 6                 | 0             | Septiembre 2020     |
| 6                | Kotozakura   | 0                       | 5                 | 1             | Enero 2024          |
| 6                | Asanoyama    | 2                       | 3                 | 1             | Noviembre 2019      |
| 6                | Endō         | 1                       | 1                 | 4             | Mayo 2021           |
| 5                | Abi          | 1                       | 4                 | 0             | Noviembre 2022      |
| 5                | Wakatakakage | 1                       | 0                 | 4             | Septiembre 2024     |
| 5                | Kirishima    | 0                       | 2                 | 3             | Enero 2025          |
| 4                | Tamawashi    | 2                       | 1                 | 1             | Septiembre 2022     |
| 4                | Takanoshō    | 1                       | 3                 | 0             | Julio 2024          |
| 3                | Hōshōryū     | 0                       | 1                 | 2             | Julio 2023          |
| 3                | Hokutofuji   | 0                       | 1                 | 2             | Julio 2023          |
| 3                | Takerufuji   | 1                       | 1                 | 1             | Marzo 2024          |
| 2                | Meisei       | 1                       | 1                 | 0             | Mayo 2023           |
| 2                | Ryūden       | 0                       | 1                 | 1             | Mayo 2019           |
| 2                | Sadanoumi    | 0                       | 2                 | 0             | Mayo 2022           |
| 2                | Shimanoumi   | 0                       | 2                 | 0             | Noviembre 2020      |
| 2                | Tobizaru     | 1                       | 1                 | 0             | Septiembre 2022     |
| 2                | Hakuōhō      | 0                       | 1                 | 1             | Julio 2023          |
| 2                | Atamifuji    | 0                       | 2                 | 0             | Noviembre 2023      |
| 2                | Wakamotoharu | 1                       | 0                 | 1             | Enero 2024          |
| 2                | Nishikigi    | 1                       | 1                 | 0             | Septiembre 2024     |
| 2                | Kinbōzan     | 0                       | 2                 | 0             | Enero 2025          |
| 1                | Enhō         | 0                       | 0                 | 1             | Julio 2019          |
| 1                | Kotoshōhō    | 0                       | 1                 | 0             | Enero 2023          |
| 1                | Midorifuji   | 0                       | 0                 | 1             | Enero 2021          |
| 1                | Nishikifuji  | 0                       | 1                 | 0             | Julio 2022          |
| 1                | Takarafuji   | 0                       | 1                 | 0             | Julio 2016          |
| 1                | Tomokaze     | 1                       | 0                 | 0             | Julio 2019          |
| 1                | Tsurugishō   | 0                       | 1                 | 0             | Septiembre 2019     |
| 1                | Ura          | 0                       | 0                 | 1             | Noviembre 2021      |
| 1                | Gōnoyama     | 0                       | 1                 | 0             | Julio 2023          |
| 1                | Shōnannoumi  | 0                       | 1                 | 0             | Julio 2023          |
| 1                | Ichiyamamoto | 0                       | 1                 | 0             | Noviembre 2023      |
| 1                | Ōshōma       | 0                       | 1                 | 0             | Mayo 2024           |
| 1                | Hiradoumi    | 0                       | 0                 | 1             | Julio 2024          |
| 1                | Ōhō          | 0                       | 0                 | 1             | Enero 2025          |
| 1                | Aonishiki    | 0                       | 1                 | 0             | Marzo 2025          |
| 1                | Churanoumi   | 0                       | 1                 | 0             | Marzo 2025          |